# Burg Frauenstein (Erzgebirge)
Die Ruine der Burg Frauenstein befindet sich auf einem 680 Meter hohen Granitporphyrfelsen auf dem Kamm des Osterzgebirges bei der Stadt Frauenstein im Landkreis Mittelsachsen.

## Geschichte

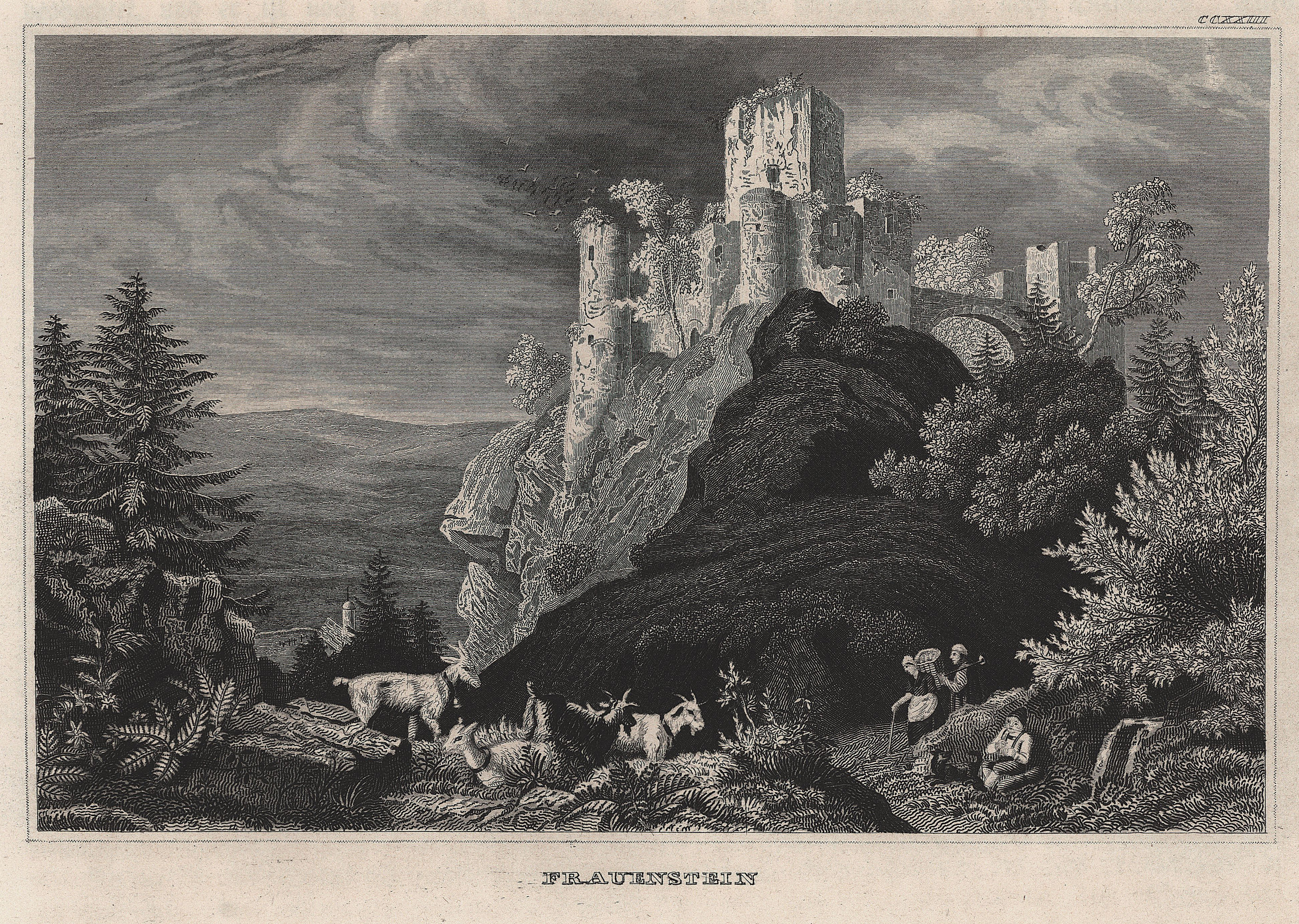
Die Ruine um 1838

Die im Jahr 1218 erstmals urkundlich genannte Höhenburg wurde um 1200 als Grenzfestung zwischen der Mark Meißen und Böhmen erbaut. Sie diente dem Schutz der Handelsstraßen und des Silberbergbaus. Die ursprüngliche Kernburg war lediglich 30 × 15 m groß und beinhaltete einen Wohnturm.
In der folgenden Zeit entstand ein zweiter Wohnturm. Dieser wurde mit dem schon bestehenden Turm verbunden. Im ausgehenden 13. Jahrhundert wurde der Palas mit Kapelle erbaut. Die Errichtung der großen Ringmauer erfolgte in der ersten Hälfte des 14. Jahrhunderts. Der Meißner Markgraf verpfändete die Burg im Jahr 1329 samt der Herrschaft an den Burggrafen von Meißen aus dem Geschlecht der Meinheringer, deren jüngere Linie bei einer Erbteilung 1381 die Burg zur Hauptresidenz machte.
Der Gemeinde Frauenstein wurde im Jahr 1411 das Stadtrecht verliehen. 1438 zerstörten die Wettiner bei einer Belagerung die Burg erheblich. Der Markgraf von Meißen stritt dabei um die Nachfolgerechte des Burggrafen. Begonnen hatte der Streit mit dem Aussterben des Geschlechts der Meinheringer im Jahr 1426 und die Übernahme durch die Vögte aus dem Hause Plauen. Das Adelsgeschlecht derer von Schönberg erhielt die Burg 1473. Sie ließen in den Jahren 1585 bis 1588 ein Schloss nach Plänen des kurfürstlichen Baumeisters Hans Irmisch errichten. Seit der Fertigstellung des Schlosses blieb die Burg unbewohnt. 1615 wurde ungeachtet dessen die Burgkapelle erneuert.
Der letzte Schönberg auf Frauenstein verkaufte 1647 seinen Besitz an den Kurfürsten Johann Georg I. Das Schloss wurde erst zum Gerichtsamt und später zum Forstrentamt und Amtsgericht umfunktioniert. Ein Brand vernichtete 1728 einen Großteil der Stadt Frauenstein und zog sowohl die Burg als auch das Schloss stark in Mitleidenschaft. Da die Burg im Gegensatz zum Schloss keinem Nutzen unterlag, verzichtete man auf ihren Wiederaufbau.
Erhalten geblieben sind bis heute der Wohnturm „Dicker Merten“ aus dem 13. Jahrhundert und die 1,50 m starke Ringmauer. Weitere erhaltene Räumlichkeiten sind Keller, Küche, Burgkapelle, Gefängnis, zwei Stuben und mehrere Gewölbe. Von 1901 bis 1939 leitete der Baumeister Arthur Hugo Göpfert Ausgrabungs- und Sicherungsarbeiten an der Ruine. Restaurierungsarbeiten an der Ruine fanden 1968, 1990 und ab 1992 statt.
Im Jahr 2007 wurde eine Interessengemeinschaft gegründet, mit der das Ziel verfolgt wird, die Burg für die Öffentlichkeit weiterhin zugänglich zu erhalten und einen drohenden Verkauf in Privathand zu verhindern. Aus der Interessengemeinschaft heraus wurde 2009 der Förderverein Burg Frauenstein e. V. gegründet.